# 岡本ゆか
岡本 ゆか（おかもと ゆか、9月13日 - ）は、堺市出身、フリーのMCタレント、ナレーター、レポーター。

## 来歴
- 2003年ごろからイベントMCを始める。かつては高杉まどかの名前で活動。
- 2006年7月～9月 - 高杉まどか名義で関西テレビ「レースガイド」に出演。案内のナレーションも担当した。
- 2006年 - 住之江、尼崎、びわこなど、ボートレース場でステージや舟券教室のMCを約10年担当。
- 2007年7月～2010年9月 - 東大阪ケーブルテレビ「日刊かわちHOT情報」のキャスター（水曜日）を担当。
- 2010年3月 - 写真集「MADOKA24」を発売
- 2010年～2015年 - 産経新聞社「サンスポマラソン」司会
- 2016年1月～ - ニュースサイトTHEPAGE大阪の「まちぶらTHEPAGE大阪」や一般ニュース[1]のレポーター
- 2016年～ - 通天閣・干支の引き継ぎ式、節分豆まきイベントのMCを担当[2][3]

## 出演番組
- レースガイド（関西テレビ、2006年7月 - 9月）
- 日刊かわちHOT情報（東大阪ケーブルテレビ、2007年7月 - 2010年9月） - 水曜日キャスター
- こんにちよ〜!原田伸郎です（ラジオ関西、2008年2月） - コーナーゲスト
- ボートレース住之江中継（サンテレビ、不定期） - アシスタントナビゲーター

（いずれも高杉まどか名義）

### インターネット番組
- THEPAGE大阪（THE PAGE、2016年1月～ ） - レポーター
- まちぶらTHEPAGE大阪（THE PAGE、2016年1月～ ） - レポーター
- どうぶつさん（THE PAGE、2016年？～） - レポーター
- 知らんかった～（THE PAGE、2016年？～） - レポーター

### その他
- 通天閣　干支の引き継ぎ式（2016年、2017年12月 - ） - MC